# 林博氏擬冰杜父魚
林博氏擬冰杜父魚，為輻鰭魚綱鮋形目杜父魚亞目杜父魚科的其中一種，為溫帶海水魚，分布於東太平洋美國加州南部海域，棲息深度20-86公尺，體長可達8.2公分，棲息在底層水域，生活習性不明。

## 扩展阅读
維基物種上的相關：林博氏擬冰杜父魚